# Steadicam

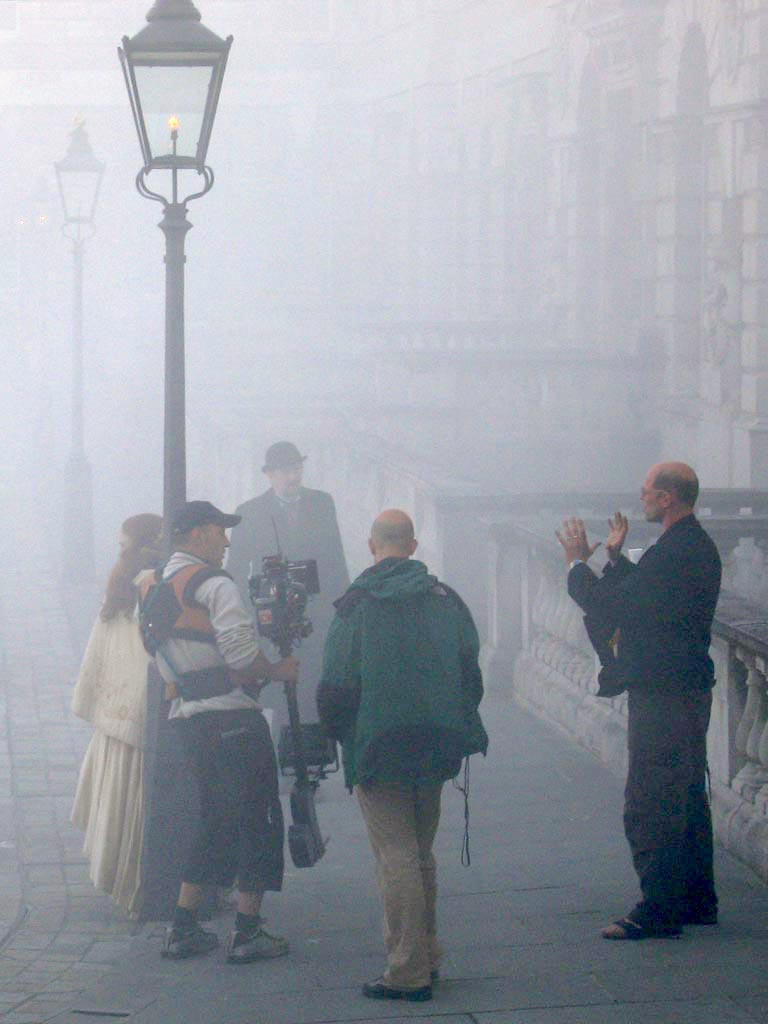
Kameraman se steadicamem

Steadicam (často nesprávně steadycam) je zařízení, které umožňuje kameramanovi nosit kameru s sebou při natáčení a zároveň ji izolovat od otřesů, které s sebou tzv. „natáčení z ruky“ nevyhnutelně přináší.
První verze steadicamu pocházejí ze 70. let. Steadicam je tvořen postrojem, jenž si kameraman oblékne a pevně utáhne, a speciálním hydraulickým kloubem odděleným krátkými kovovými rameny, z nichž jedno je připevněno k postroji a druhé k vertikálně orientované tyči (sled), jejíž horní konec je vybaven stativovým upnutím pro kameru a spodní konec je vyvážen závažím (částečně suplovaným elektrickým zdrojem a malým kontrolním monitorem).
Kameraman (zde též nazývaný steadicamista) se v ideálním případě kamery nedotýká a její natočení umí řídit pouze svým pohybem. Zejména s použitím těžkých 35mm filmových a profesionálních video kamer je pro něj natáčení fyzicky velmi náročné.
Steadicamové záběry většinou suplují pohled některé z postav filmu a mají bezprostřední a nezprostředkovaný charakter. Používají se ale i ve studiích, obecně tam, kde okolnosti vyžadují, aby se kamera pohybovala spolu s hercem nebo předmětem, který má zabírat.
Jedny z nejslavnějších užití najdeme ve filmu Osvícení Stanleyho Kubricka ve scéně s Dannym projíždějícím na tříkolce hotel nebo v závěrečném labyrintu.